# شلبی ماین
شلبی ماین (انگلیسی: Shelbee Myne؛ زاده ۶ ژانویهٔ ۱۹۷۴) یک بازیگر پورنوگرافی اهل ایالات متحده آمریکا است.